# Aldo Pifferi
Aldo Pifferi   (Orsenigo, 26 d'octubre de 1938 - Lipomo, 29 d'octubre de 2023) va ser un ciclista italià, que fou professional entre 1962 i 1970. En el seu palmarès destaca una victòria d'etapa al Giro d'Itàlia de 1965.

## Palmarès
- 1965
  - Vencedor d'una etapa al Giro d'Itàlia
- 1967
  - 1r al Giro de les Tres Províncies - Camucia
  - Vencedor d'una etapa a la Tirrena-Adriàtica

### Resultats al Giro d'Itàlia
- 1963. 64è de la classificació general
- 1964. 95è de la classificació general
- 1965. 69è de la classificació general. Vencedor d'una etapa
- 1966. 74è de la classificació general
- 1968. 81è de la classificació general